# Приз ФИПРЕССИ Европейской киноакадемии
Приз ФИПРЕССИ Европейской киноакадемии

## Номинанты и победители
- 1993 –  Германия Видео Бенни, режиссёр Михаэль Ханеке
- 1994 –  Италия Дорогой дневник, режиссёр Нанни Моретти
- 1995 –  Греция Взгляд Одиссея, режиссёр Тео Ангелопулос
- 1996 –  Дания Рассекая волны, режиссёр Ларс фон Триер
- 1997 –  Португалия Путешествие к началу мира, режиссёр Мануэл ди Оливейра
- 1998 –  Югославия Бочка пороху, режиссёр Горан Паскалевич
- 1999 –  Грузия Истина в вине, режиссёр Отар Иоселиани
- 2000 –  Турция Майские облака, режиссёр Нури Бильге Джейлан
- 2001 –  Франция В городе все спокойно, режиссёр Робер Гедигян
- 2002 –  Великобритания Милые шестнадцать лет, режиссёр Кен Лоуч
- 2003 –  Италия Здравствуй, ночь, режиссёр Марко Беллоккьо
- 2004 –  Греция Трилогия: Плачущий луг, режиссёр Тео Ангелопулос
- 2005 –  Германия Скрытое, режиссёр Михаэль Ханеке
- 2006 –  Франция Постоянные любовники, режиссёр Филипп Гаррель
- 2007 –  Франция Сердца, режиссёр Ален Рене
- 2008 –  Франция Кус-кус и барабулька, режиссёр Абделатиф Кешиш
- 2009 –  Польша Аир, режиссёр Анджей Вайда
- 2010 –  Израиль Ливан, режиссёр Самуэль Маоз
- 2011 –  Бельгия Дыхание, режиссёр Ханс Ван Нуффель